# Lichen planus
Lichen planus (letterlijk: 'platte korstmos', ook wel lichen ruber) is een huidaandoening veroorzaakt door een ontstekingsreactie van de huid en/of de slijmvliezen. Het komt voor bij ongeveer 1% van de wereldbevolking, zowel mannen als vrouwen, maar vaker bij vrouwen dan bij mannen (met een verhouding 3:2). Het is vooral een aandoening van de middelbare leeftijd. Bij kinderen is het zeldzaam. Er is geen sprake van besmettelijkheid of erfelijkheid.
Deze goedaardige aandoening treft vaak het wangslijmvlies, maar ook andere plaatsen in de mond, zoals de tong, kunnen aangedaan zijn. Ook op de huid en op de genitale slijmvliezen kan lichen planus voorkomen. Op de huid kenmerkt de aandoening zich door het ontstaan van kleine, jeukende vlakke papels, met een kleur variërend van rood tot lichtpaars. Voorkeursplaatsen voor de huidafwijking zijn de buigzijde van polsen en onderarmen, de nek, het gebied rond het heiligbeen en de geslachtsorganen en de enkels.

## Vormen van lichen planus
- De reticulaire vorm komt het meest voor, ze is klinisch herkenbaar door de witte lijnen die kriskras over de aangedane plek lopen, de zogenaamde striae van Wickham.
- De erosieve/atrofische vorm is de tweede meest voorkomende, ze manifesteert zich als een oppervlakkige erosie van het slijmvlies zonder zweertjes. De aandoening geeft een branderig gevoel.
- De bulleuze vorm is zeldzaam. Er verschijnen blaren die kunnen openbarsten en zweren. Deze vorm is zeer pijnlijk.
- Bij lichen planopilaris zijn vooral de haarzakjes aangedaan. Het kan leiden tot verlittekening en gedeeltelijke haaruitval.

De erosieve vorm is een premaligne aandoening, dit betekent dat het aan kanker kan voorafgaan, maar dit gebeurt slechts in 3 tot 5% van de gevallen.

## Oorzaken

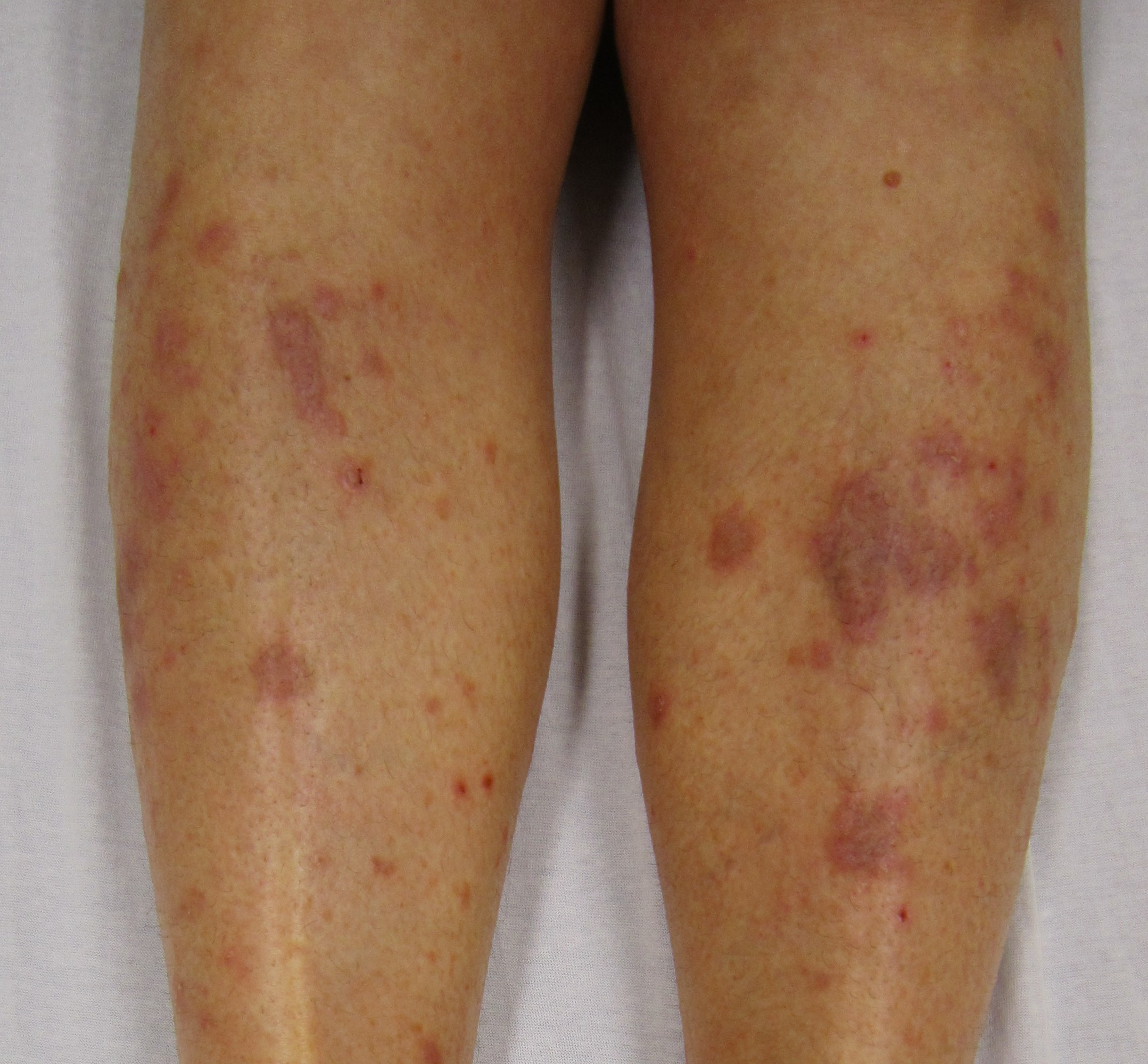
Lichen planus op de benen

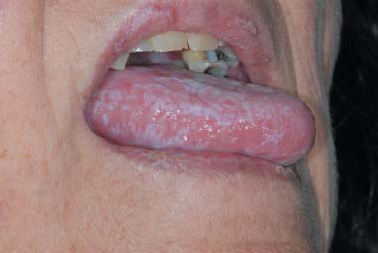
Lichen planus op de tong en lippen

De oorzaak van lichen planus is onbekend, er is geen verband met enige bekende biologische ziekteverwekker.
Lichen-planusachtige uitslag (bekend als lichenoïde reacties) ontstaat soms als gevolg van allergische reacties op medicijnen voor hoge bloeddruk, hartziektes en artritis. Dit worden medicijn-geïnduceerde lichenoïde reacties genoemd. Deze reacties kunnen voorkomen op de slijmvliezen of op de huid. Echte lichen planus is in verband gebracht met letsel van de slijmvliezen of op de huid bij mensen met verminderde weerstand.
Een allergische reactie op amalgaamvullingen in het gebit kan klachten geven die veel op lichen planus lijken. Onderzoek heeft aangetoond dat ze grotendeels verdwijnen als een ander materiaal wordt gebruikt voor de vullingen.

## Histopathologie

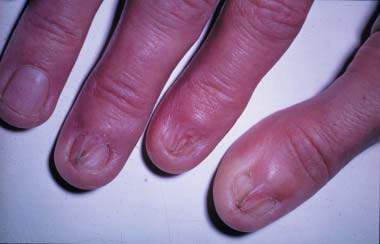
Lichen planus op de nagels

Bij histopathologisch onderzoek met de microscoop is er klassiek sprake van:
- Een verdikte hoornlaag (hyperkeratose zonder parakeratose).
- Het stratum granulosum is onregelmatig verdikt.
- Er is acanthose: een diffuse verdikking van het stratum spinosum.
- Er is een infiltraat van lymfocyten dat de kertatinocyten van de basale laag aanvalt. Dit infiltraat is bandvormig.
- Er is necrose van basale keratinocyten, met de vorming van egaal roze-gekleurde celresten, de z.g. civatte-- en colloïdlichamen.

Er zijn histopathologisch zo'n twintig verschillende vormen van lichen planus te onderscheiden en niet alle eigenschappen zijn even uitgesproken. Lichen planus komt bovendien regelmatig in samenhang met lichen sclerosus voor.

## Behandeling
Het behandelen van lichen planus geschiedt door huisarts of dermatoloog. Directe genezing is niet mogelijk, er kunnen medicijnen worden voorgeschreven die de effecten van de ontstekingsreactie verminderen. De aandoening kan na verloop van tijd gaan sluimeren. Het komt voor dat de klachten na jaren weer oplaaien.
Medicijnen die voorgeschreven worden om lichen planus te behandelen zijn onder andere:
- Orale en lokale steroïden
- Orale retinoïden
- Immunosuppressiva, waaronder:
  - Hydroxychloroquine
  - Tacrolimus
  - Dapsone

Niet-medicinale behandelingen:
- Ultraviolet licht - UVB smallband phototherapy
- Aloë Vera
- Purslane